# Хшчанка-Влосцянська
Хшчанка-Влосцянська (пол. Chrzczanka Włościańska) — село в Польщі, у гміні Длуґосьодло Вишковського повіту Мазовецького воєводства.
Населення — 214 осіб (2011).
У 1975-1998 роках село належало до Остроленцького воєводства.

## Демографія
Демографічна структура станом на 31 березня 2011 року:
|          | Загалом | Допрацездатний вік | Працездатний вік | Постпрацездатний вік |
| -------- | ------- | ------------------ | ---------------- | -------------------- |
| Чоловіки | 107     | 30                 | 67               | 10                   |
| Жінки    | 107     | 33                 | 54               | 20                   |
| Разом    | 214     | 63                 | 121              | 30                   |